# Carme Rovira Bertran
Carme Rovira Bertran (Santiago de Cuba, 13 de juny de 1919 – Miami, 1997), fou bibliotecària i va exercir de professora de Biblioteconomia a la Universitat (1952–1954) i fou la directora de la biblioteca de la Universitat Catòlica de Santo Tomás de Villanueva, a l'Havana (1953–1960). Va treballar a l'Organització d'Estats Americans (OEA), com a bibliotecària especialista dins el programa de foment de biblioteques i arxius. L'any 1978 assumí la direcció del programa de biblioteques de l'OEA fins a la seva jubilació l'any 1989.
Carme Rovira va néixer en una família d'exiliats catalans a Cuba. Quan la Carme tenia quatre o cinc anys retornaren a Barcelona per establir-se. A Barcelona va cursar els primers estudis a l'Escola Blanquerna. El 1936 Carme Rovira tenia la intenció de fer les proves d'ingrés a l'Escola de Bibliotecàries, però l'inici de la Guerra Civil li ho impedí: la seva família se'n tornà a Cuba, on tenia interessos econòmics. En aquell país Rovira rebé la formació bàsica en biblioteconomia, a la Universitat de l'Havana(1938–1941). Culminà la seva carrera amb un doctorat en Filosofia i Lletres (1950–1952). La seva tesi "Los epígrafes en el catálogo diccionario" fou dirigida per Jorge Aguayo i presentada a l'Escuela de Bibliotecarios de la Universitat de l'Havana. Va ser publicada el 1952 per Editorial Cultural de l'Havana, i reeditada el 1966 a Washington, per la Unión Panamericana. Dins la biblioteconomia, l'especialització de Carme Rovira va ser la catalogació i la classificació, matèries en les quals va arribar a ocupar un lloc molt destacat en l'àmbit internacional. Durant la seva estada a Cuba exercí de professora de biblioteconomia a la universitat (1952–54) i fou la directora de la biblioteca de la Universitat Catòlica de Santo Tomás de Villanueva, a l'Havana (1953–1960). També dirigí la revista professional Cuba bibliotecológica, òrgan de l'Asociación Nacional de Profesionales de Biblioteca d'aquell país (1953–1960).
L'any 1960 quan Fidel Castro va arribar al poder a Cuba la família es traslladà als Estats Units. A Washington, Rovira entrà a treballar a l'Organització dels Estats Americans (OEA), com a bibliotecària especialista dins el programa de foment de biblioteques i arxius. El 1967 l'OEA li va publicar la primera edició de la Lista de encabezamientos de materia para bibliotecas (compilada per ella mateixa i Jorge Aguayo), la millor obra del seu gènere en espanyol, fruit de molts anys de treball i de la participació de nombroses biblioteques. Més tard aquesta obra seria la base a partir de la qual s'elaboraria la Llista d'encapçalaments de matèria en català. El 1983 revisà l'edició en espanyol de les Regles angloamericanes de catalogació, i el 1984 traduí a l'espanyol la Sears: lista de encabezamientos de materia i en dirigir la 13a edició de l'obra. Totes aquestes eines eren bàsiques per als processos tècnics a les biblioteques en l'àmbit de l'espanyol. L'any 1978 Carme Rovira assumí la direcció del programa de biblioteques de l'OEA, succeint a Marietta Daniels Shepard, fins a la seva jubilació, el 1989. Després de jubilar-se passà a viure a Miami fins a la seva mort l'any 1997.